# Biskupi kaliscy
Biskupi kaliscy – biskupi diecezjalni i biskupi pomocniczy diecezji kaliskiej.

## Biskupi

### Biskupi diecezjalni
| Lata urzędowania | Biskup | Biskup              | Uwagi                                                                           |
| ---------------- | ------ | ------------------- | ------------------------------------------------------------------------------- |
| 1992–2012        |        | Stanisław Napierała | od 2021 z sugerowaną nieobecnością na publicznych celebracjach lub wydarzeniach |
| 2012–2020        |        | Edward Janiak       | od 2021 nakaz zamieszkania poza diecezją kaliską                                |
|                  |        | Grzegorz Ryś        | administrator apostolski w latach 2020–2021                                     |
| od 2021          |        | Damian Bryl         |                                                                                 |

### Biskupi pomocniczy
| Lata urzędowania | Biskup | Biskup        | Uwagi |
| ---------------- | ------ | ------------- | ----- |
| 1995–2011        |        | Teofil Wilski |       |
| od 2014          |        | Łukasz Buzun  |       |